# Francis Carco
François Carcopino-Tusoli, cunoscut sub pseudonimul Francis Carco, (n. 3 iulie 1886, Nouméa, Franța – d. 26 mai 1958, Paris, Île-de-France, Franța) a fost un scriitor, jurnalist francez.

## Opera
- 1912: Boema și inima mea ("La Bohème et mon cœur");
- 1946: Mortefontaine ("Mortefontaine");
- 1914: Iisus prepeliță ("Jésus la Caille");
- 1920: M. de Vlaminck ("M. de Vlaminck");
- 1921: Utrillo (”Utrillo”);
- 1922: Omul hăituit ("L'Homme traqué ");
- 1923: Doar o femeie ("Rien qu'une femme");
- 1927: Din Montmartre în Cartierul Latin ("De Montmartre au Quartier Latin");
- 1928: Strada Pigalle ("Rue Pigalle");
- 1930: Strada ("La rue");
- 1931: Destinul lui Fr. Villon ("Le destin de Fr. Villon");
- 1934: Memorii dintr-o altă viață ("Mémoires d'une autre vie");
- 1938: Montmartre la douăzeci de ani ("Montmartre à vingt ans");
- 1939: Verlaine ("Verlaine");
- 1940: Boema artistului ("Bohème d'artiste");
- 1948: Poeme în proză ("Poèmes en prose");
- 1953: G. de Nerval ("G. de Nerval");
- 1953: Prietenul pictorilor (”L’ami de peintres”).

## Legături externe
- fr  Biografie la TerresdEcrivain.com
- en  Biografie la SpeedyLook.com